# Tisti, ki iztrgajo (sura)
Tisti, ki iztrgajo (arabsko An-Naziat) je 79. sura (poglavje) v Koranu, ki jo sestavlja 46 ajatov (verzov). Je meška sura.
Med opravljanjem molitve (salata oz. namaza) pri tej suri verniki opravijo 2 ruku'ja (priklona).